# Kaylee Bryant
Kaylee Kaneshiro (Florida, 1 de novembre de 1997) com o antigo nome artístico, “Kaylee Bryant” é uma atriz norte-americana. Ela é conhecida popularmente por interpretar uma das Gêmeas Saltzman, "Josette 'Josie' Saltzman", uma das protagonista no seriado Legacies da emissora The CW. A série em si é um spin-off da série The Originals. Bryant também é conhecida pelo seu papel recorrente na série Santa Clarita Diet como Sarah.

## Biografia
Nascida na Flórida, Kaylee passou parte de sua infância na cidade de Las Vegas, Nevada, antes de se estabelecer na cidade de Los Angeles na Califórnia, com sua mãe e irmão maior chamado: Kane Kaneshiro. 
Em meados de 2006, quando ela tinha cerca de nove anos vivenciou divórcio de seus pais: Kristina Kaneshiro e Garrett Kaneshiro. Ela é de origem japonesa pelo lado de seu pai e fala o idioma japonês fluentemente. 
A sua fluência no idioma japonês, foi demonstrada do episódio número 4 da 2ª temporada da série de televisão "Legacies", intitulado de "Since When Do You Speak Japanese?". 
Ela vive na cidade de Atlanta na Geórgia, desde julho de 2018 para gravar a série de televisão "Legacies", exibida pela The CW. De início, ela morava em um apartamento compartilhado com o seu colega de elenco, o ator Quincy Fouse, de meados de julho de 2018 até meados de fevereiro de 2019.  

## Carreira de modelo e atriz
Em 2005, Kaylee Kaneshiro iniciou a sua carreira como modelo aos oito anos de idade até doze anos de idade em 2009.
Em 2011, aos 14 anos, a Kaylee fez uma pequena aparição especial em um episódio da primeira temporada da famosa série de televisão de "American Horror Story: Murder House", exibida pela rede de televisão estadunidense FX. Posteriormente, ela obteve um papel recorrente na série do Disney Channel, chamada de "Os Guerreiros Wasabi". Também fez aparições em episódios selecionados de séries de televisão famosas como em: "Chasing Life", "Santa Clarita Diet", "Speechless" e na "Criminal Minds".

### Sucesso em "Legacies"
Em 2018, a Kaylee Kaneshiro se juntou ao elenco da série de televisão "Legacies", a série derivada (spin-off) das famosas séries de televisão "The Originals" e "The Vampire Diaries", onde Kaylee assume o papel de uma das protagonistas: a bruxa-sifonadora "Josette 'Josie' Saltzman", uma das filhas gêmeas de Alaric Saltzman (interpretado por Matthew Davis) e Jo Parker-Laughlin (interpretada por Jodi Lyn O'Keefe); e a filha adotiva de Caroline Forbes (interpretada por Candice Accola-King); que tem como irmã gêmea a também a bruxa-sifonadora Elizabeth "Lizzie" Saltzman (interpretada por Jenny Boyd). A série é transmitida desde 25 de outubro de 2018 pela rede The CW dos Estados Unidos. 
No início de 2020, devido a pandemia mundial de Covid-19, a gravação dos três últimos episódios da segunda temporada de "Legacies", foram pausadas temporariamente por razões de segurança do elenco de atores e dos membros da equipe técnica. 
Em 16 de dezembro de 2021, foi anunciado que Kaylee Bryant estaria deixando o show e que sua última aparição como regular seria na mid-season finale (4x09).

## Cantora
Durante o episódio 11º da primeira temporada de "Legacies", Bryant estreou como cantora com a música inédita "Stepping into the Light", que foi escrita especialmente para o episódio em questão; a versão completa da música se encontra disponível no YouTube..  
A Kayllee também gravou como cantora a música inédita "Crush on You", ao lado do ator Quincy Fouse; e que conta com os sussurros da atriz Danielle Rose Russell (que fala o “espere” e “apenas uma olhada” em inglês no início da música); essa música também a sua letra foi criada com inspiração nos próprios personagens centrais da série "Legacies", e a música está disponível e completa em páginas do YouTube. No 12º episódio da primeira temporada, a Kaylee canta o último trecho dessa música e toca um ukelelê.  

## Causas sociais
Quando não está atuando, a Kaylee também se interessa por participar de ações filantrópicas que prestam apoio aos LGBT e em campanhas anti-racismo e anti-bullying.  
Na série de televisão "Legacies", a Kaylee interpreta uma personagem abertamente pansexual, e frequentemente demonstra apoio com a comunidade LGBT.  
Em 09 de junho de 2019, a Kaylee Bryant participou da "LA Pride Festival 2019" em apoio a comunidade LGBT+, na cidade de Los Angeles na Califórnia, ao lado da sua amiga e colega de elenco em "Legacies", a atriz Danielle Rose Russell.
Em junho de 2020, em meio aos protestos causados contra a violência policial nos Estados Unidos, a Kaylee demonstrou apoio a campanha "Black Lives Matter" nas suas redes sociais oficiais.  

## Filmografia

### Cinema
- 2013: "Don't Look" - como Julie (Curta-metragem)
- 2014: "I Zugzwang" - como Elizabeth Williams (Curta-metragem)
- 2014: "Mary Loss of Soul" - como Mary Solis (Filme)
- 2014: "Party Slashers" - como Heather (Curta-metragem)
- 2016: "Birthday Bluff" - como Jen (Curta-metragem)
- 2022: "The Locksmith'" - como Tanya Saunders (Filme)

### Televisão

#### Séries de televisão
- 2011: American Horror Story - como Zumbi (primeira temporada, episódio 4)
- 2012: Body of Proof  - como uma musicista (segunda temporada, episódio 16)
- 2012 - 2014: Os Guerreiros Wasabi - como Tori/Carrie (temporada 1, episódio 20 / temporada 3, episódio 11 / temporada 4, episódio 8)
- 2013: Stan, o Cão Blogueiro - como Maddie (primeira temporada, episódios 8 e 13)
- 2013: Programa de Talentos - como Tina Garcetti (terceira temporada, episódio 5)
- 2014: Suburgatory - como uma garota (terceira temporada, episódio 6)
- 2015: Newsreaders - como Madison Jordan (segunda temporada, episódio 9)
- 2015: Backstrom - como Amber (primeira temporada, episódio 5)
- 2015: Chasing Life - como Sydney (segunda temporada, episódios 4 e 11)
- 2016: The Real O'Neals - como Lacey (primeira temporada, episódios 4, 9 e 13)
- 2016: Criminal Minds - como Amanda Bergstrom (temporada 12, episódio 5)
- 2017: Speechless - como India Hertzfeld (segunda temporada, episódio 9)
- 2017 - 2018: Santa Clarita Diet - como Sarah (primeira temporada, episódios 3, 4 e 5)
- 2018 - 2021: Legacies - como Josette 'Josie' Saltzman (papel principal: 1-4)

#### Filmes de TV
- 2015: Pai em Dobro - como Paula
- 2016: What Goes Around Comes Around - como Charlotte
- 2022:  The Journey Ahead  - como Sarah